# Étienne Bastier
Étienne Bastier, né le 16 février 2004, est un patineur de vitesse sur piste courte français.

## Biographie
Étienne Bastier participe à la Coupe du monde de patinage de vitesse sur piste courte 2021-2022, à la Coupe du monde de patinage de vitesse sur piste courte 2023-2024 et à la Coupe du monde de patinage de vitesse sur piste courte 2024-2025.
Il fait partie de l'équipe de France médaillée d'or sur 5 000 mètres en relais mixte aux Championnats d'Europe de patinage de vitesse sur piste courte 2025 à Dresde.